# Pousdem
Pousdem est une localité située dans le département de Kaya de la province du Sanmatenga dans la région Centre-Nord au Burkina Faso.

## Géographie
Pousdem se trouve à environ 12 km au nord-ouest de Delga et à 33 km au nord-ouest de Kaya, le chef-lieu du département et de la région. Le village est à 3 km de la route nationale 15 reliant à Kaya à Kongoussi.

## Éducation et santé
Le centre de soins le plus proche de Pousdem est le centre de santé et de promotion sociale (CSPS) de Delga tandis que le centre hospitalier régional (CHR) se trouve à Kaya.